# Ytterkolkselet
Ytterkolkselet är en sjö i Vännäs kommun i Västerbotten och ingår i Umeälvens huvudavrinningsområde. Sjön har en area på 1,19 kvadratkilometer och ligger 90,4 meter över havet. Sjön avvattnas av vattendraget Umeälven.

## Delavrinningsområde
Ytterkolkselet ingår i det delavrinningsområde (709910-168862) som SMHI kallar för Utloppet av Ytterkolkselet. Medelhöjden är 90 meter över havet och ytan är 1,19 kvadratkilometer. Räknas de 1085 avrinningsområdena uppströms in blir den ackumulerade arean 13 417,16 kvadratkilometer. Avrinningsområdets utflöde Umeälven mynnar i havet. Avrinningsområdet har 1,05 kvadratkilometer vattenytor vilket ger det en sjöprocent på 88,6 procent.